# Unterlindelburg
Unterlindelburg ist ein Gemeindeteil der Gemeinde Schwarzenbruck im Landkreis Nürnberger Land (Mittelfranken, Bayern). Unterlindelburg liegt in der Gemarkung Lindelburg.

## Geografische Lage
Das Dorf bildet mit Oberlindelburg im Osten eine geschlossene Siedlung. Diese liegt inmitten einer Waldlichtung. Eine Gemeindeverbindungsstraße führt nach Oberhembach zur Kreisstraße NM 17 (2,7 km südwestlich) bzw. über Oberlindelburg nach Unterferrieden zur Kreisstraße LAU 31 (1,6 km südöstlich). Eine weitere Gemeindeverbindungsstraße führt nach Pfeifferhütte zur Bundesstraße 8 (1 km nordöstlich).

## Geschichte
Unterlindelburg gehörte zur Gemeinde Lindelburg, die am 1. Januar 1972 nach Schwarzenbruck eingemeindet wurde.

## Wirtschaft und Infrastruktur

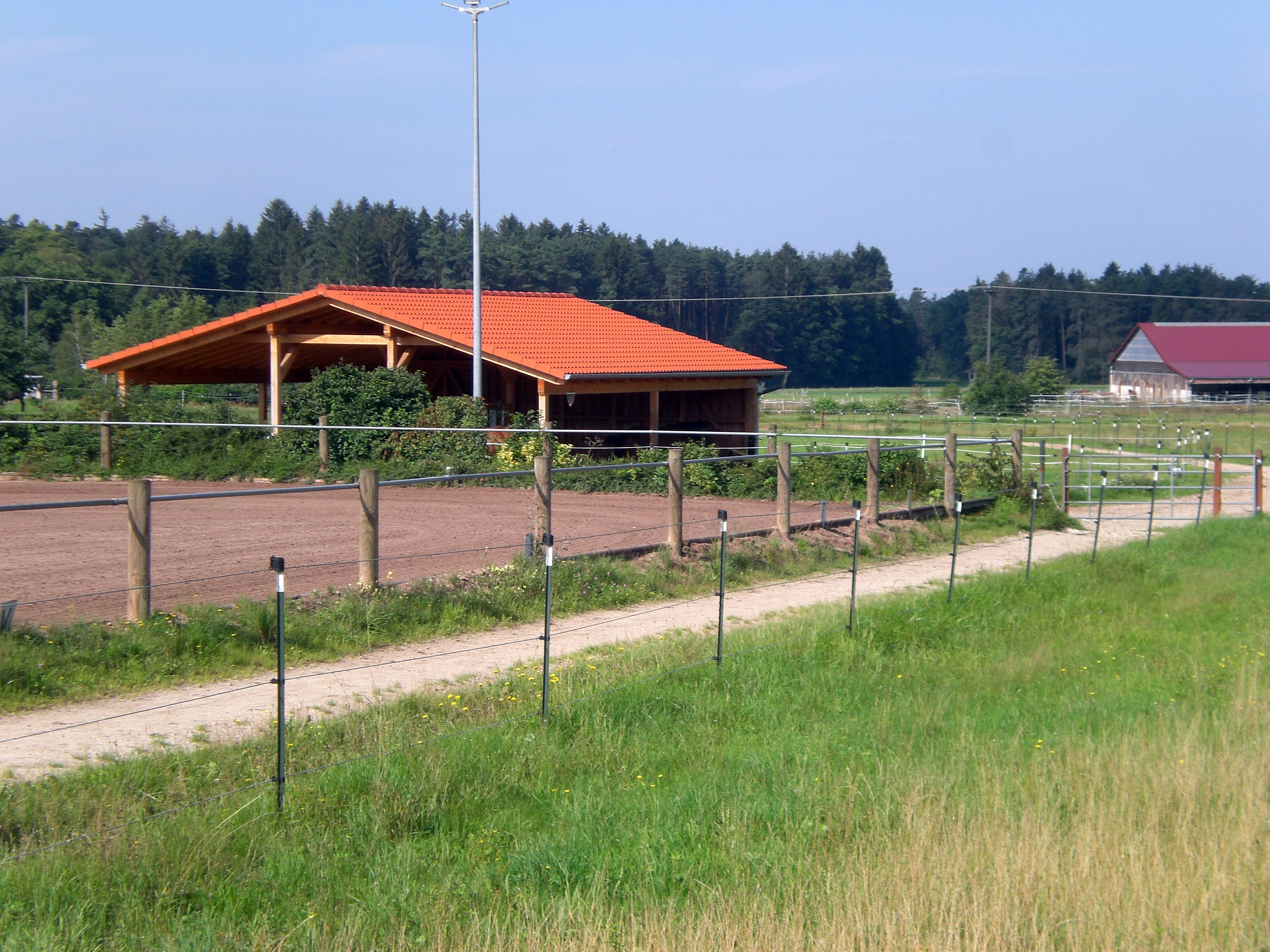
Reiterhof in Lindelburg (2023)

In Unterlindelburg gibt es einen Gasthof, der jedoch derzeit geschlossen ist und einen großen Reiterhof.

## Natur

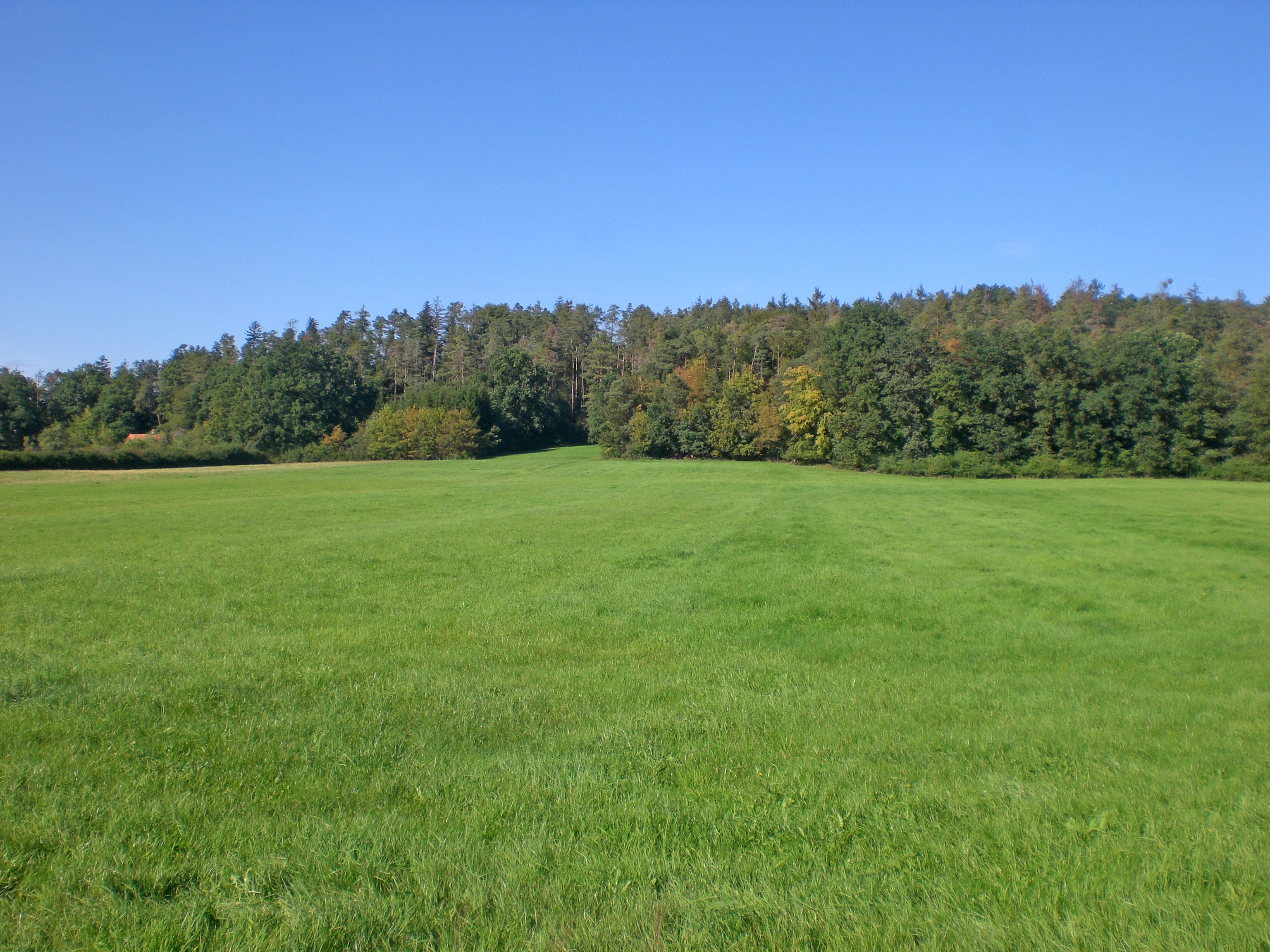
Lindelberg (2023)

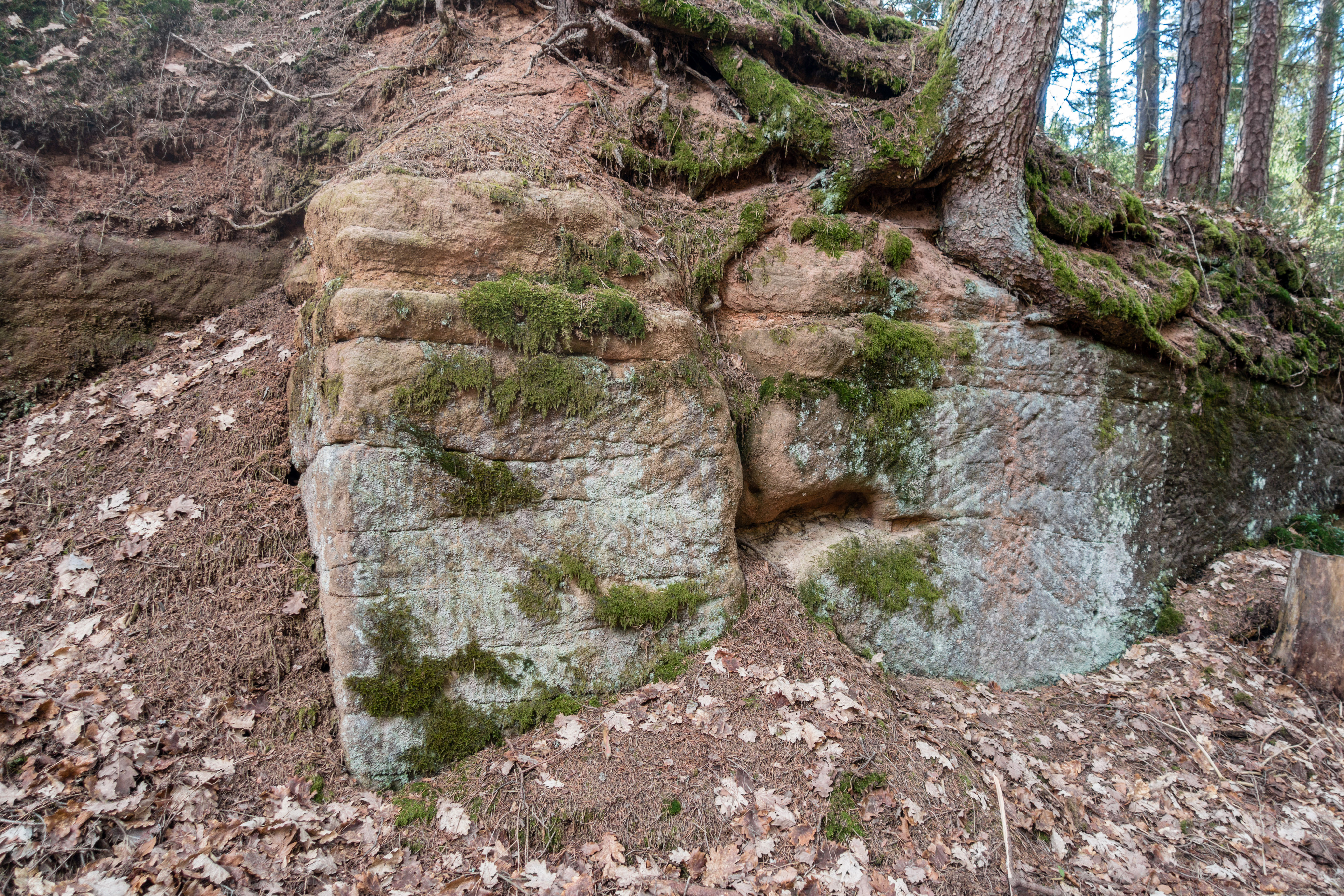
Wand im Steinbruch

Am Westhang des 431 m ü. NHN Lindelberges befindet sich ein aufgelassener Sandsteinbruch.